# هانز سيفيروس زيغلر
هانز سيفيروس زيغلر (بالألمانية: Hans Severus Ziegler)‏ (13 أكتوبر 1893 – 1 مايو 1978) كان داعية ألمانية ومدير مسرح ومعلم ومسؤول في الحزب النازي. كمدير ثقافي بارز تحت النازيين، ارتبط ارتباطًا وثيقًا بالرقابة والتنسيق الثقافي للرايخ الثالث.

## السنوات المبكرة
ولد زيغلر في 13 أكتوبر 1893 في أيسناخ. كان ابن مصرفي، ومن خلال والدته، حفيد غوستاف شيرمر. كانت جدته، ماري فرانسيس شيرمر المولودة في الولايات المتحدة، صديقًا مقربًا لكوسيما واجنر، ومن سن مبكرة انجذب زيغلر إلى القومية المتشددة التي غرقت فيها عائلة فاغنر. درس زيغلر الأدب الألماني في الجامعة، وأكمل تعليمه بدرجة الدكتوراه. أصبح صحفيًا، يكتب في الغالب لأعضاء اليمين المتطرف مثل Deutsche Wochen-Zeitung.
في 31 مارس 1925، أصبح زيغلر عضوًا في الحزب النازي، حيث كان رقم عضويته منخفضًا نسبيًا 1317.  من عام 1925 إلى عام 1931، عمل تحت قيادة فيلهلم فريك في تورينجيا، حيث عمل نائباً لمساعد معلم من عام 1930 إلى عام 1931. في عام 1928 تم تعيينه رئيسًا لرابطة المتشددين للثقافة الألمانية. كان زيغلر أيضًا هو الذي جاء في عام 1926 باسم هتلر يوغند (شباب هتلر) لحركة الشباب النازية. كان زيغلر صديقًا مقربًا لعائلة Schirach وفي عام 1925 قدمه بالدور فون شيراخ إلى أدولف هتلر.
ارتبط زيغلر بالجناح العنصري المتشدد للحزب النازي، الذي نظر إلى ألفريد روزنبرغ كبطل له. تمشيا مع هذا الجناح كان قويا بشكل خاص في معاداة السامية.

## بعد الحرب
توفي زيغلر في بايرويت في 1 مايو 1978.